# White House Cabinet Secretary
Der Kabinett(s)sekretär des Weißen Hauses (White House Cabinet Secretary) ist eine hochrangige Position innerhalb des Exekutivbüros des Präsidenten der Vereinigten Staaten. Der Cabinet Secretary ist der Leiter des Büros für Kabinettsangelegenheiten (Office of Cabinet Affairs) innerhalb des Büros des Weißen Hauses und die primäre Verbindung zwischen dem Präsidenten der Vereinigten Staaten und den Kabinettsabteilungen und Agenturen. Die Position wird in der Regel von einem White House Commissioned Officer bekleidet, traditionell entweder ein stellvertretender Assistent des Präsidenten oder ein Assistent des Präsidenten.
Der Cabinet Secretary hilft bei der Koordinierung der Politik- und Kommunikationsstrategie und spielt eine entscheidende Rolle bei der Verwaltung des Informationsflusses zwischen dem Weißen Haus und den Bundesabteilungen und bei der Vertretung der Interessen des Kabinetts gegenüber dem Weißen Haus.
Der Kabinettsekretär des Weißen Hauses wird vom Präsidenten ernannt und arbeitet im Auftrag des Präsidenten; die Position erfordert keine Bestätigung durch den Senat. Der Kabinettssekretär des Weißen Hauses gehört zu den höchstbezahlten Positionen im Weißen Haus.

## Liste der Cabinet Secretaries
| Cabinet Secretary      | Amtszeit  | Präsident         |
| ---------------------- | --------- | ----------------- |
| Craig L. Fuller        | 1981–1985 | Ronald Reagan     |
| Alfred H. Kingon       | 1985–1987 | Ronald Reagan     |
| Nancy Risque           | 1987–1989 | Ronald Reagan     |
| Phillip D. Brady       | 1989      | George H. W. Bush |
| Steve Danzansky        | 1989–1991 | George H. W. Bush |
| Gary Blumenthal        | 1991–1992 | George H. W. Bush |
| Daniel Casse           | 1992–1993 | George H. W. Bush |
| Christine A. Varney    | 1993–1994 | Bill Clinton      |
| Kitty Higgins          | 1995–1997 | Bill Clinton      |
| Thurgood Marshall, Jr. | 1997–2001 | Bill Clinton      |
| Albert Hawkins III     | 2001–2003 | George W. Bush    |
| Brian D. Montgomery    | 2003–2005 | George W. Bush    |
| Heidi Marquez Smith    | 2005–2006 | George W. Bush    |
| Neal Burnham           | 2006      | George W. Bush    |
| Ross Kyle              | 2006–2009 | George W. Bush    |
| Chris Lu               | 2009–2013 | Barack Obama      |
| Danielle C. Gray       | 2013–2014 | Barack Obama      |
| Broderick D. Johnson   | 2014–2017 | Barack Obama      |
| Bill McGinley          | 2017–2019 | Donald Trump      |
| Matthew J. Flynn       | 2019      | Donald Trump      |
| Kristan King Nevins    | 2019–2021 | Donald Trump      |
| Evan Ryan              | 2021–2025 | Joe Biden         |
| Lea Bardon             | seit 2025 | Donald Trump      |